# Riserva naturale Valle Imperina
La riserva naturale Valle Imperina è un'area naturale protetta nella provincia di Belluno, solcata dal torrente omonimo, istituita nel 1975. Fa parte del Parco nazionale delle Dolomiti Bellunesi. 

## Flora
È quasi completamente coperta da una fitta vegetazione caratterizzata da abeti e larici.

## Luoghi d'interesse

### La miniera
Fino al secolo scorso l'economia della zona era strettamente legata alla miniera di rame, pirite, ferro – e in piccole quantità di argento – presente nel territorio. La miniera era comunque sfruttata già nel 500 d.c. e particolarmente nell'epoca della Serenissima. Per secoli dunque il lavoro in miniera ha rappresentato per gli agordini un'alternativa importante all'emigrazione. Il complesso minerario, tra cali e riprese di produzione, rimase in funzione fino al 1962. 
Oggi, esaurita la sua funzione produttiva, viene riutilizzato come importante patrimonio a fini turistici. 
Vista l'importanza sia mineraria che storica del giacimento, nella zona sorge l'ITIS "Umberto Follador" comprendente un indirizzo minerario e uno chimico.

## Strutture ricettive
Il Parco Nazionale Dolomiti Bellunesi ha avviato il recupero della miniera, restaurando i vecchi edifici e trasformandoli in punti di accoglienza per visitatori e in un ostello.
Salendo la valle si può incontrare un edificio completamente crollato, passando il ponte si può incontrare l'ingresso della più antica galleria del sito, la santabarbara e anche la vecchia infermeria in parte recuperata.
Continuando si possono notare i ruderi dell'impianto di frantumazione e lavaggio e lo scarico della galleria Toso (scavata nel 1800 circa) usata per deviare le acque del torrente Imperina per evitare di avere allagamenti delle gallerie del pozzo capitale (origine settecentesca con pozzo di forma ovoidale di massi perfettamente "squadrati" a mano); 100 metri a monte si trova la ultima galleria, la Magni scavata nel 1900 con il pozzo Donegani.
Continuando invece verso valle dai forni fusori si riscontrano prima i ruderi di vecchie case con le stalle completamente recuperate e il magazzino carbonile (recuperato in parte) e poco più a valle l'edificio della centrale idroelettrica, costruita nel 1912, la quale elettrificò completamente la miniera.